# Kalasha (Inde)
Pour les articles homonymes, voir Kalasha.

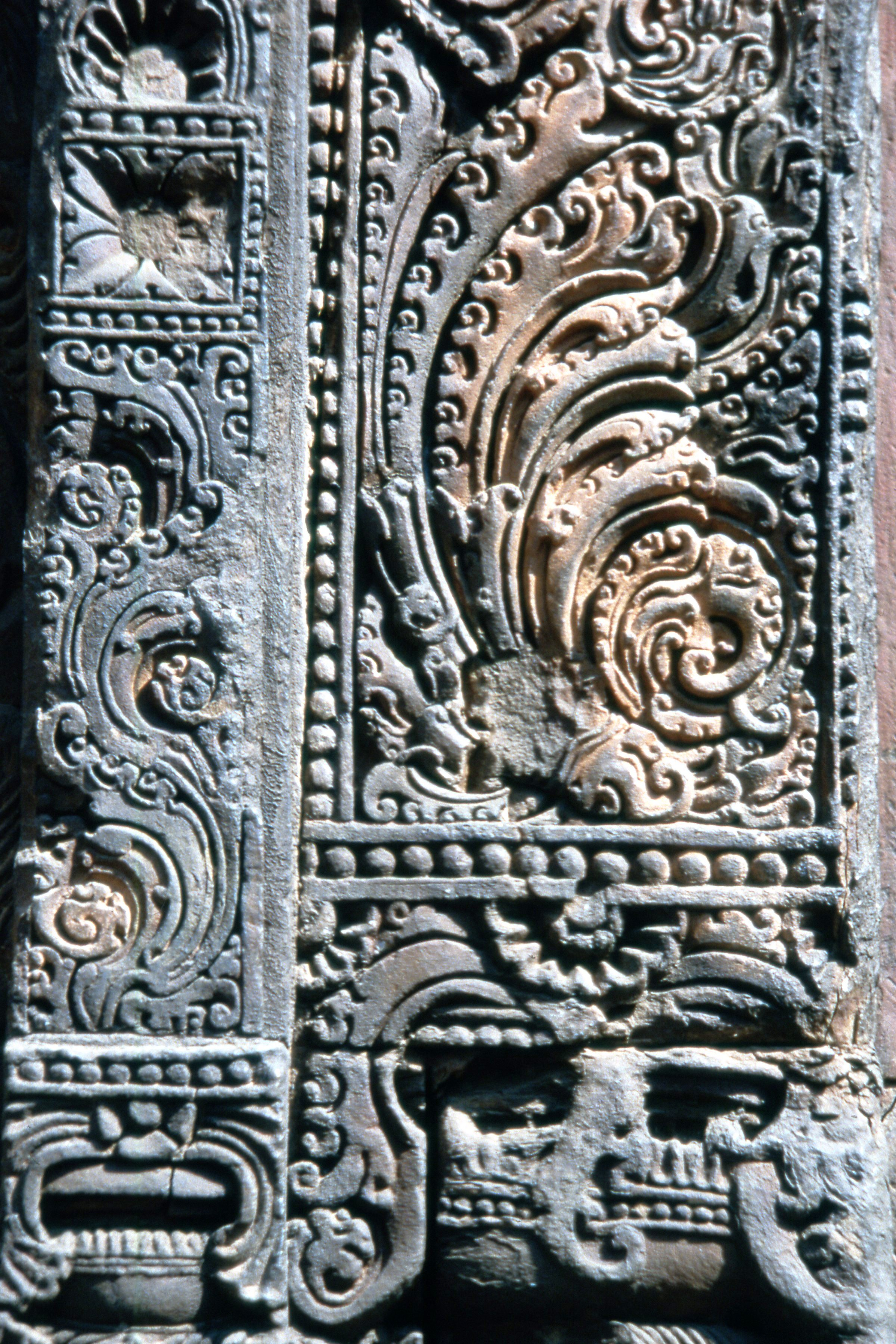
Détail de sculpture en relief d'un côté du temple avec le symbole de Purna Kalasha entouré de guirlandes.

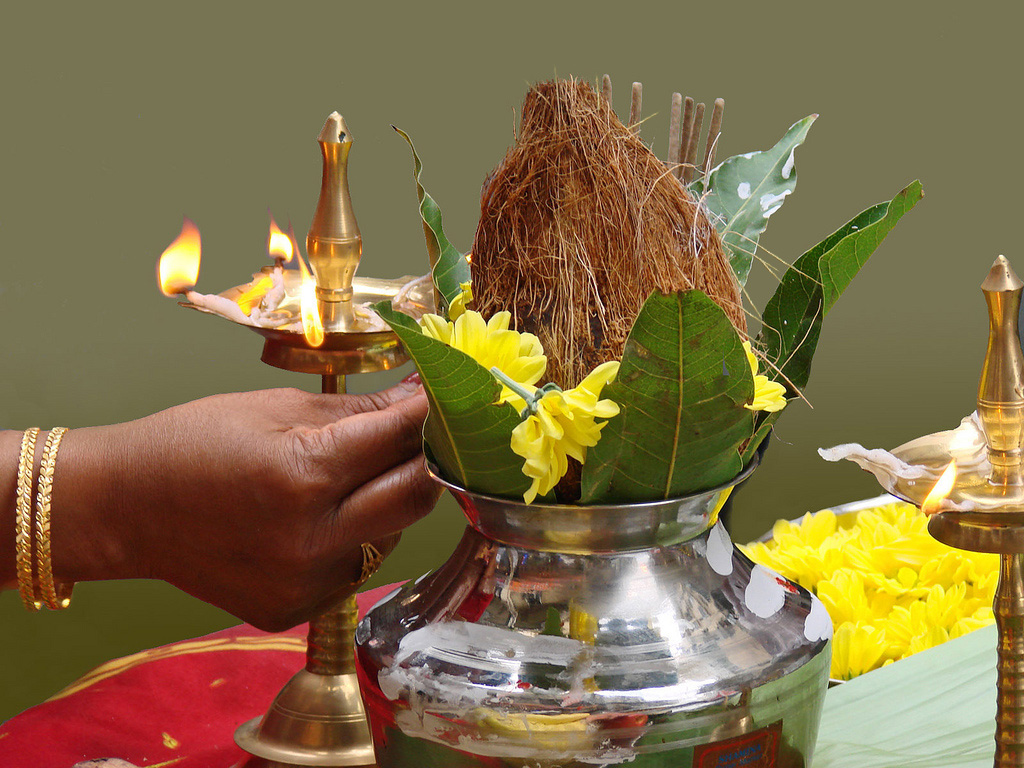
Le Kalasha, source de vie, honoré avec un fruit posé dessus.

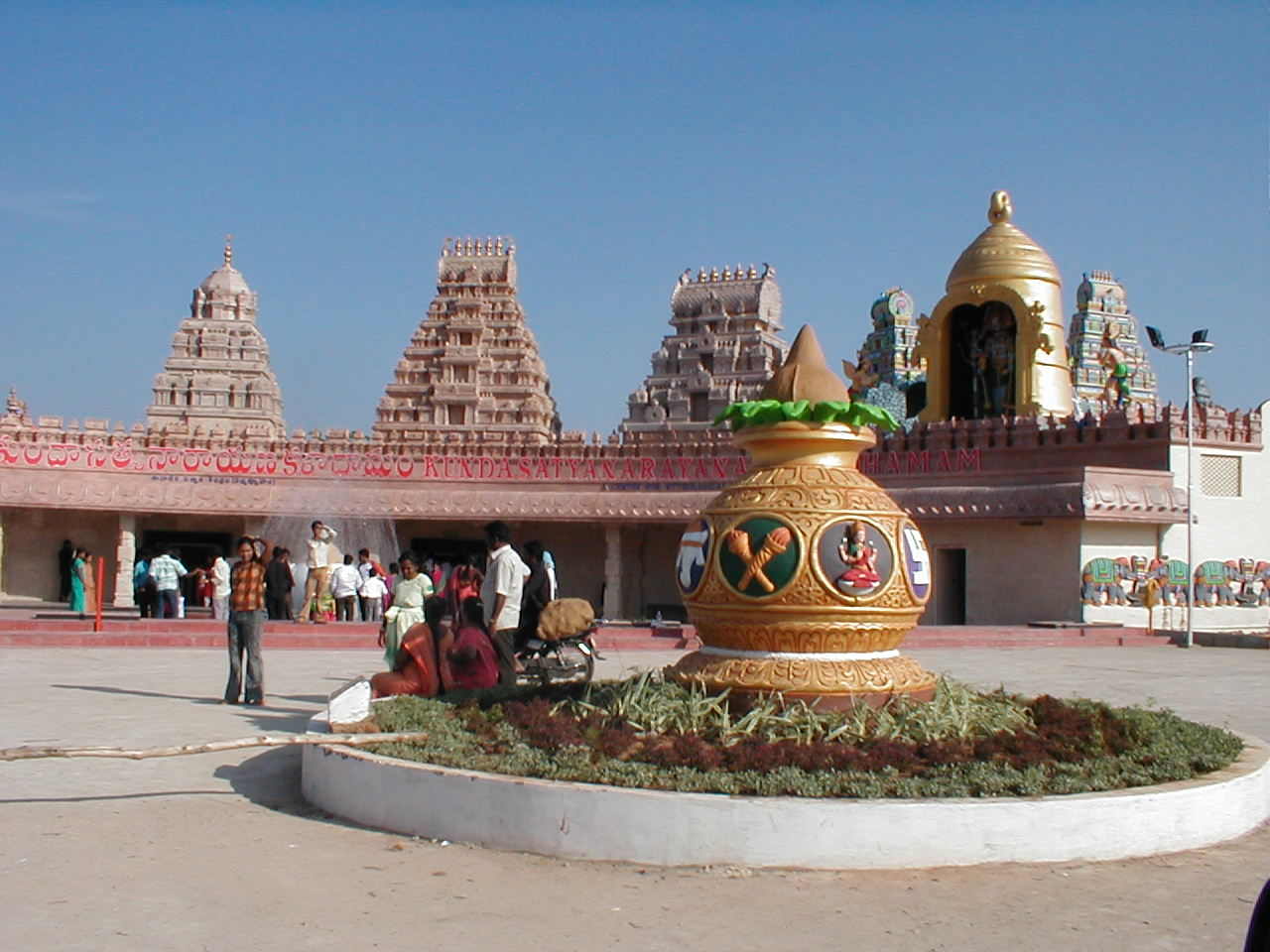
Le kalasha des hindouistes surmonté d'une noix de coco, symbole d'abondance.

Kalasha (hindi: Kalash, sanskrit: कलश, IAST: kalaśa) est un objet de bon augure en Inde. C'est aussi un des ashtamangala, huit symboles de bon augure du jaïnisme.
Il s'agit d'un vase généralement en cuivre. Cependant, il peut avoir été fabriqué en métal précieux (or, argent) et contenir des fleurs par exemple. Il est utilisé dans les cérémonies jaïnes. Il est aussi sacré dans l'hindouisme. Il est symbole d'abondance et de la source de vie.
La représentation architecturale du vase est très courante dans les temples hindouiste, l'objet qui dispose de la même charge symbolique est placé au sommet des tours (gopura) et prend souvent le nom de kalasam.